# Mechitharine
 (mars 2021).
La mise en forme du texte ne suit pas les recommandations de Wikipédia : il faut le « wikifier ».
Les points d'amélioration suivants sont les cas les plus fréquents. Le détail des points à revoir est peut-être précisé sur la page de discussion.
- Les titres sont pré-formatés par le logiciel. Ils ne sont ni en capitales, ni en gras.
- Le texte ne doit pas être écrit en capitales (les noms de famille non plus), ni en gras, ni en italique, ni en « petit »…
- Le gras n'est utilisé que pour surligner le titre de l'article dans l'introduction, une seule fois.
- L'italique est rarement utilisé : mots en langue étrangère, titres d'œuvres, noms de bateaux, etc.
- Les citations ne sont pas en italique mais en corps de texte normal. Elles sont entourées par des guillemets français : « et ».
- Les listes à puces sont à éviter, des paragraphes rédigés étant largement préférés. Les tableaux sont à réserver à la présentation de données structurées (résultats, etc.).
- Les appels de note de bas de page (petits chiffres en exposant, introduits par l'outil «  Source ») sont à placer entre la fin de phrase et le point final[comme ça].
- Les liens internes (vers d'autres articles de Wikipédia) sont à choisir avec parcimonie. Créez des liens vers des articles approfondissant le sujet. Les termes génériques sans rapport avec le sujet sont à éviter, ainsi que les répétitions de liens vers un même terme.
- Les liens externes sont à placer uniquement dans une section « Liens externes », à la fin de l'article. Ces liens sont à choisir avec parcimonie suivant les règles définies. Si un lien sert de source à l'article, son insertion dans le texte est à faire par les notes de bas de page.
- La présentation des références doit suivre les conventions bibliographiques. Il est recommandé d'utiliser les modèles {{Ouvrage}}, {{Chapitre}}, {{Article}}, {{Lien web}} et/ou {{Bibliographie}}. Le mode d'édition visuel peut mettre en forme automatiquement les références.
- Insérer une infobox (cadre d'informations à droite) n'est pas obligatoire pour parachever la mise en page.

Pour une aide détaillée, merci de consulter Aide:Wikification.
Si vous pensez que ces points ont été résolus, vous pouvez retirer ce bandeau et améliorer la mise en forme d'un autre article.
La Mechitharine (Mechitharine Kloster Likör) est une liqueur d'herbes aromatiques produite par les moines arméniens mékhitaristes à Vienne. La liqueur est préparée selon une recette secrète contenant des herbes, des racines et des fruits ; les ingrédients précis et la recette restent un secret. La production de Mechitharine a commencé en 1889, elle est toujours produite aujourd'hui et commercialisée par les moines mékhitaristes.

## Histoire
La Mechitharine a été mentionnée pour la première fois dans un manuscrit arménien datant de 1680. Avant la commercialisation de masse, la Mechitharine était produite par les moines de Modon, en Grèce, de 1701 jusqu'à 1715. La production de cette liqueur s'est relocalisée à Venise entre 1717 et 1773 quand les moines y ont été déplacés ; puis à Trieste entre 1773 et 1810, et enfin à Vienne depuis 1811.
Selon un article publié le 8 janvier 2018 dans le journal allemand Die Zeit, les recettes secrètes des six variétés de Mechitharine sont considérées comme partiellement perdues à la suite du décès de l'un des Pères arméniens responsable de la production. Le seul père survivant connaissant la production des recettes est atteint d'une démence avancée ce qui le rend incapable d'ordonner un jeune frère dans l'art de créer la liqueur. Le monastère prevoit qu'il dispose d'un stock suffisant pour les deux prochaines années seulement, et le maître de chai actuel travaille à reconstituer les recettes en utilisant les registres d'achat et l'analyse chimique.

## Les types
La Mechitharine est disponible en six saveurs avec différents degrés de douceur: "Edelsüß" (précieux-sucré), "süß" (sucré), "Halbbitter" (moitié amer), Bitter, Edelbitter et Cordiale.